# Wataha u drzwi
Wataha u drzwi (ang. The Wolves at the Door) – amerykański horror z 2016 roku w reżyserii Johna R. Leonettiego, powiązany z franczyzą Uniwersum Obecności.

## Opis
Thriller zainspirowany krwawą historią sekty Charlesa Mansona. U schyłku "lata miłości" w 1969 roku czworo przyjaciół spędza wieczór w eleganckim domu na wzgórzach Los Angeles. Nie mają pojęcia, że na zewnątrz czają się śmiertelnie niebezpieczni goście. Kameralne pożegnalne przyjęcie zamienia się w koszmar, gdy intruzi zaczynają dręczyć uczestników imprezy.

## Obsada
| Główna                            |
| --------------------------------- |
| Katie Cassidy jako Sharon         |
| Elizabeth Henstridge jako Abigail |
| Jane Kaczmarek jako Mary          |
| Eric Ladin jako Detektyw Clarkin  |
| Adam Campbell jako Wojciech       |
| Miles Fisher jako Jay             |
| Spencer Daniels jako William      |
| Lucas Adams jako Steven           |
| Chris Mulkey jako John            |